# Baselios Cleemis Thottunkal

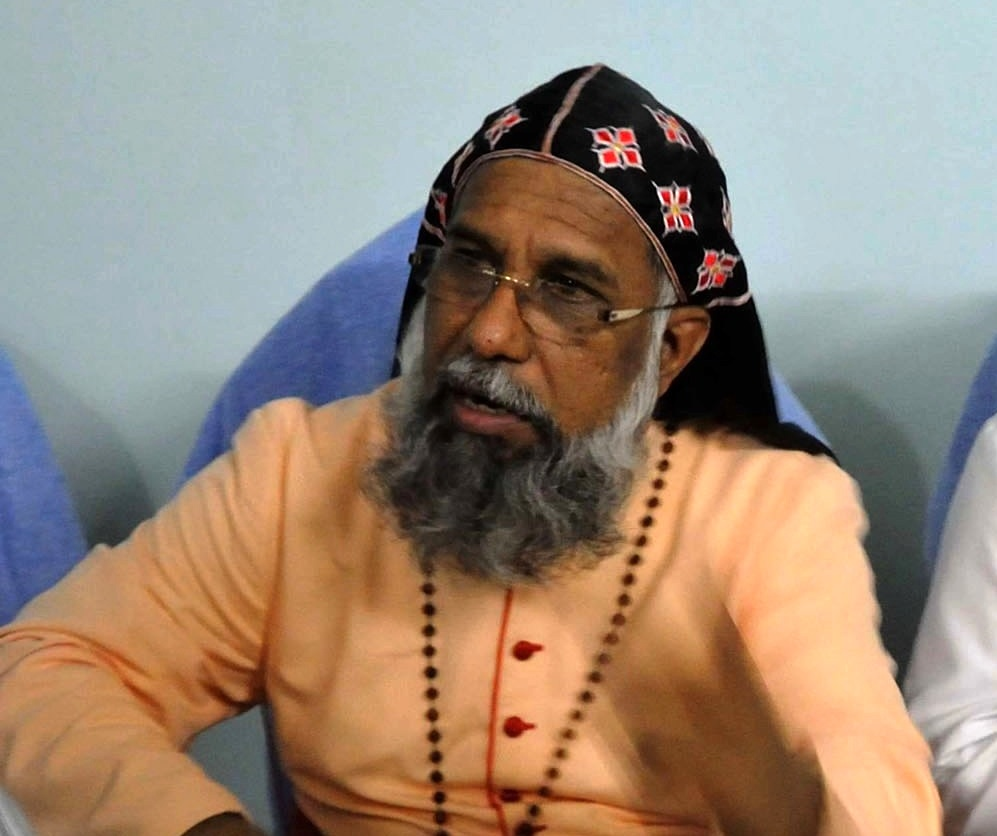
Kardinal-Großerzbischof Mar Baselios Cleemis Thottunkal (2013)

Kardinalswappen

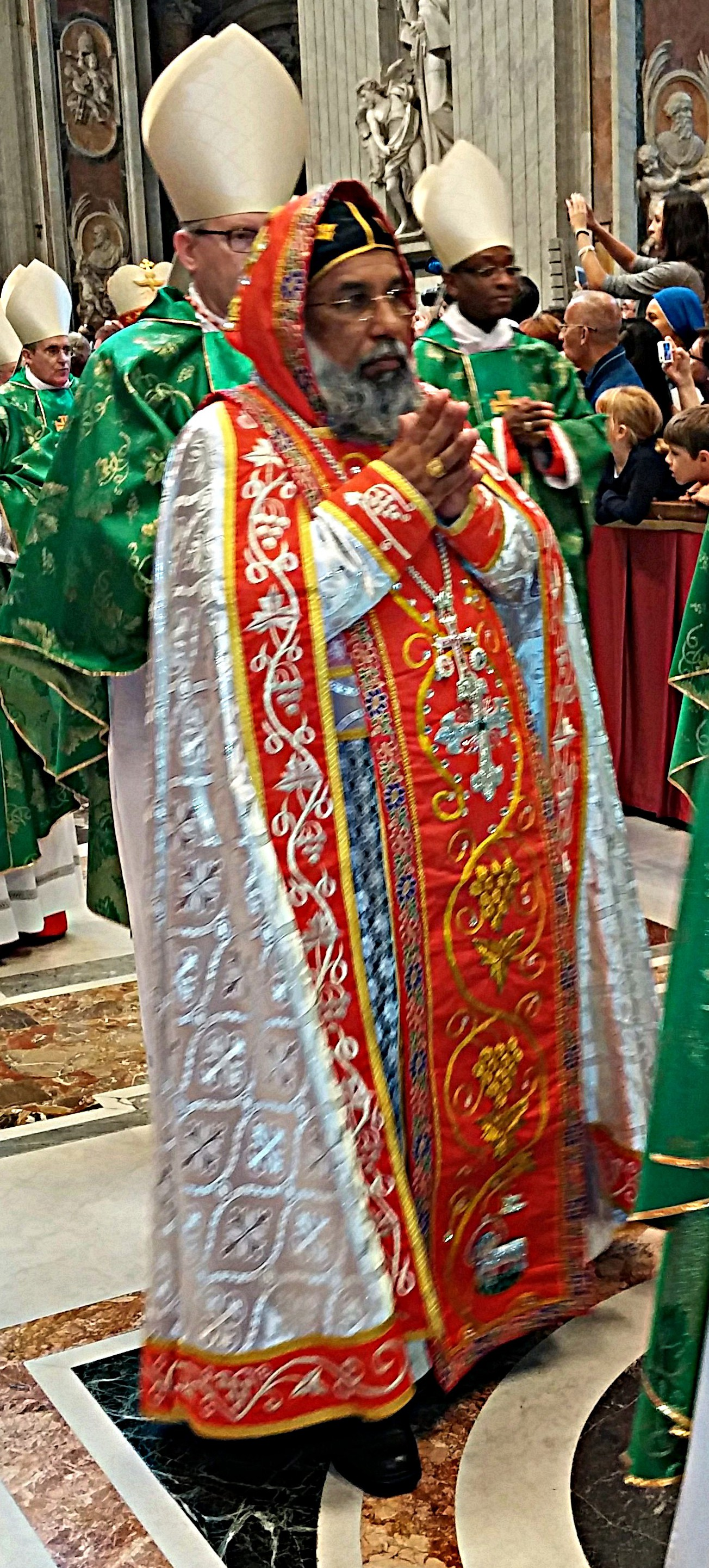
Der Kardinal bei einer Papstmesse, im liturgischen Bischofsornat seiner Kirche

Baselios Cleemis Kardinal Thottunkal, auch Isaac Mar Baselios Cleemis Thottunkal (Malayalam മാർ ബസേലിയോസ്‌ ക്ലീമിസ്; * 15. Juni 1959 in Tirumoola, Mukkoor, Distrikt Pathanamthitta, Kerala), ist der gegenwärtige Großerzbischof von Trivandrum (Sitz in Thiruvananthapuram) und Oberhaupt der mit Rom unierten Syro-malankarischen Kirche. Er führt den Ehrentitel His Beatitude (Seine Seligkeit).

## Leben
Der Taufname des Kardinals ist Isaac, er stammt aus der Erzeparchie Tiruvalla im indischen Bundesstaat Kerala und ist der Sohn der verstorbenen malankarischen Thomaschristen Mathew und Annamma Thottunkal. Seine Vorfahren kommen aus der Familie Pakalomattam, welche früher traditionell die Erzdiakone der Thomaschristen stellte. Zunächst besuchte Thottunkal 1976–1979 das kleine Seminar in Tiruvalla, von 1979 bis 1982 das Päpstliche Seminar in Alwaye und 1983–1986 jenes in Puna.
Am 11. Juni 1986 empfing Baselios Thottunkal die Priesterweihe vom damaligen Bischof der Eparchie Battery, Cyril Mar Baselios Malancharuvil. Man sandte ihn ans Dharmaram College, Bangalore, wo er 1988 seinen Master in Theologie erwarb. Gleichzeitig wirkte er in der Stadt als malankarischer Seelsorger. Zwischen 1991 und 1996 studierte Baselios Thottunkal am Angelicum in Rom, wo er 1997 promovierte. Bei seiner Rückkehr nach Indien avancierte er zum Spiritual des Priesterseminars, dann zum Generalvikar (Proto Syncellus) der Eparchie Battery.
Am 18. Juni 2001 ernannte Papst Johannes Paul II. den Geistlichen zum Titularbischof von Chaialum und Weihbischof in der Erzeparchie von Trivandrum, womit auch die Aufgabe eines permanenten Apostolischen Visitators für die syro-malankarischen Gläubigen in Nordamerika und Europa verbunden war. Seine Bischofsweihe erfolgte am 15. August des Jahres in Tiruvalla, ebenfalls durch Cyril Mar Baselios Malancharuvil, wobei er den Namenszusatz Mar Baselios Cleemis annahm.
2003 berief man Thottunkal zum Bischof der Eparchie von Tiruvalla und mit ihrer Erhebung zur Erzeparchie zu ihrem ersten Erzbischof und Metropoliten.
Nach dem Tod von Großerzbischof Cyril Mar Baselios Malancharuvil wurde er am 8. Februar 2007 vom Heiligen Synod der syro-malankarischen Kirche zu dessen Nachfolger gewählt und von Papst Benedikt XVI. zwei Tage danach bestätigt. Die feierliche Inthronisation fand am 3. März 2007 statt.
Am 24. Oktober 2012 gab Papst Benedikt XVI. bekannt, dass er ihn am 24. November 2012 zum Kardinal kreieren wolle. Im Konsistorium vom 24. November desselben Jahres nahm er ihn als Kardinalpriester mit der Titelkirche San Gregorio VII in das Kardinalskollegium auf. Er war damals der weltweit jüngste lebende Kardinal. Im März 2013 nahm er am Konklave 2013 teil, auch dort war er das jüngste Mitglied.
Seit 2013 ist er Vorsitzender der Bischofskonferenz von Kerala (Kerala Catholic Bishops’ Council (KCBC)).

## Galerie

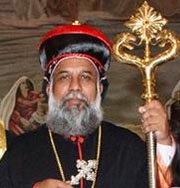
Mit syro-malankarischem Kardinalshut
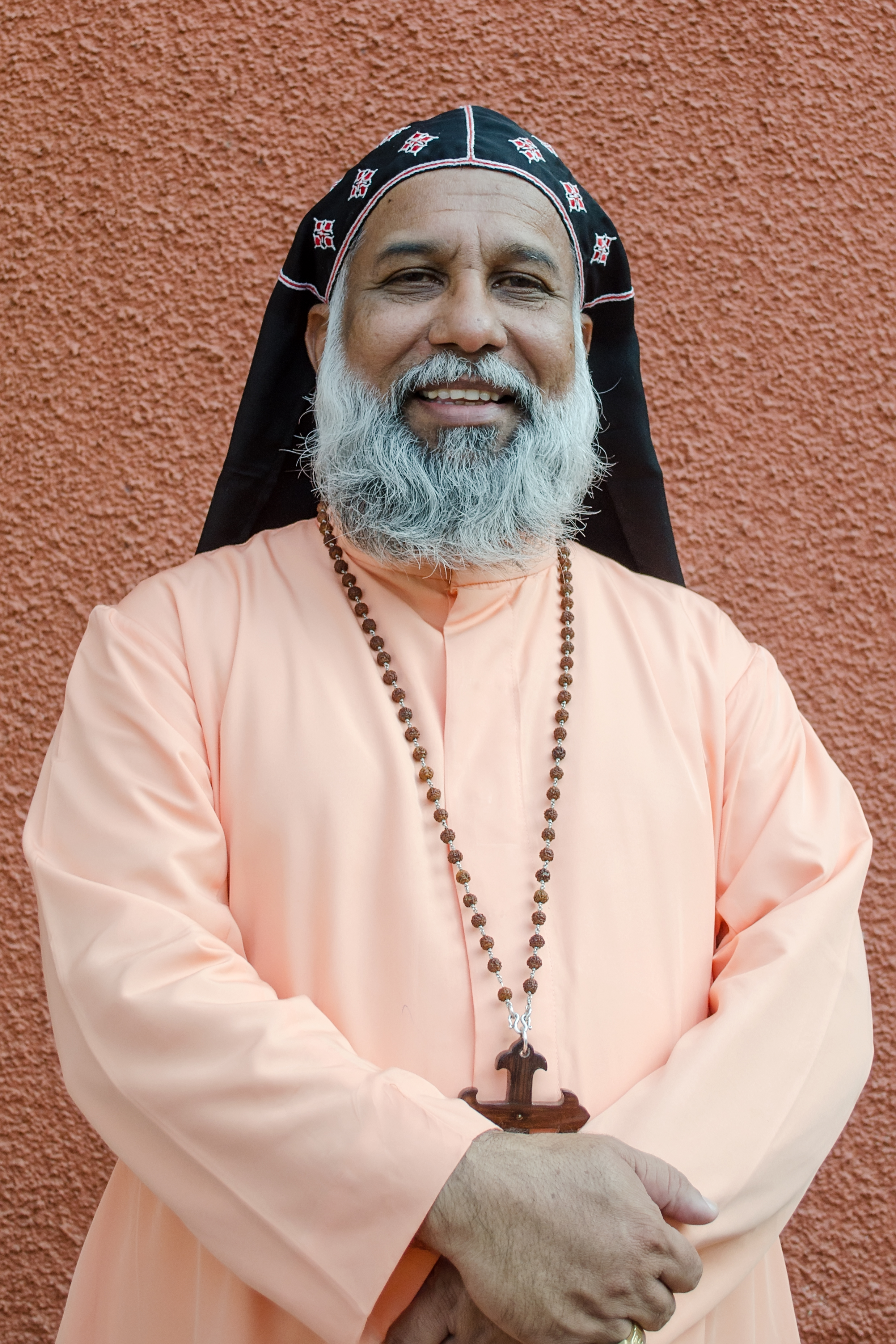
2016
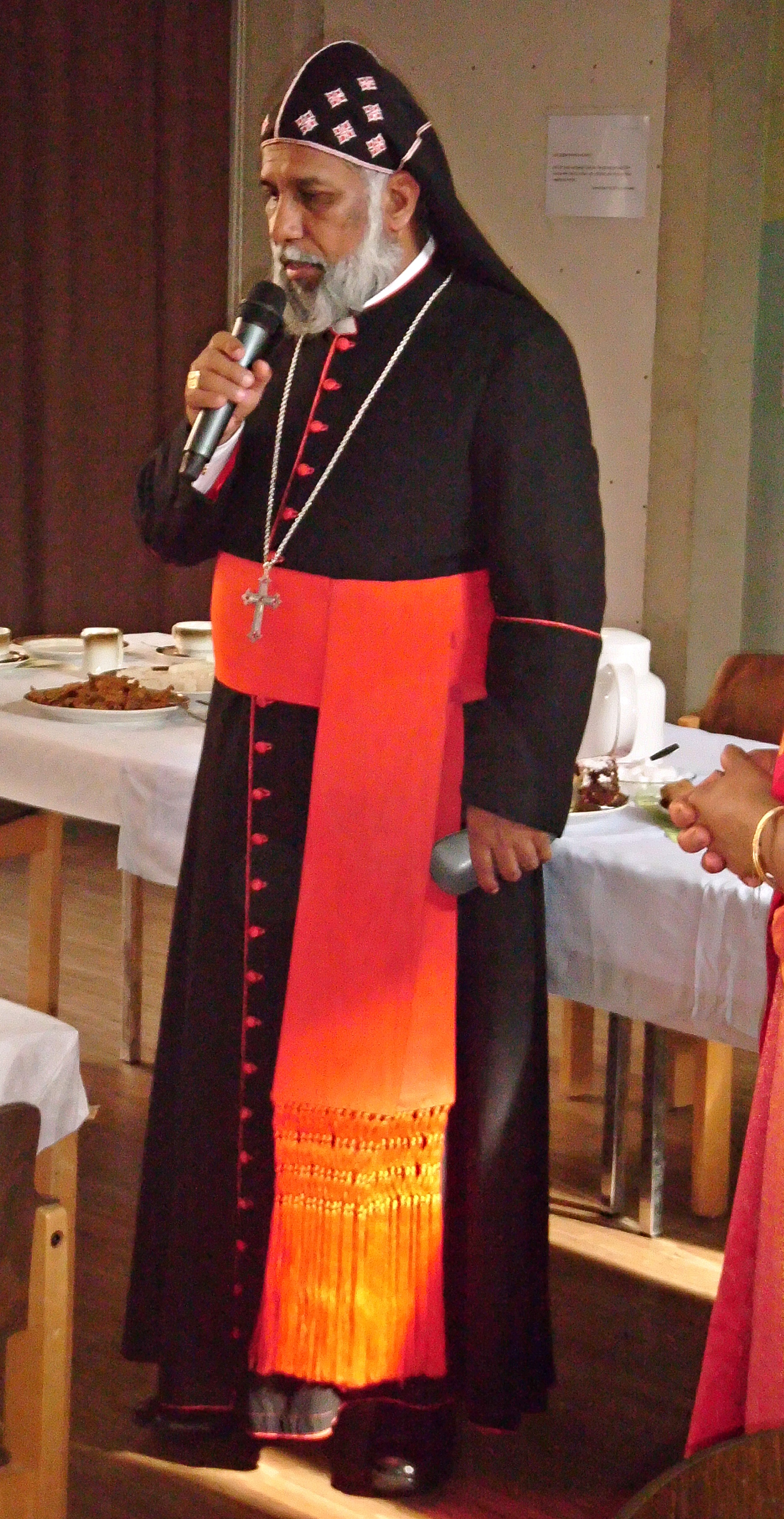
In Kardinalskleidung, Frankfurt, 2015
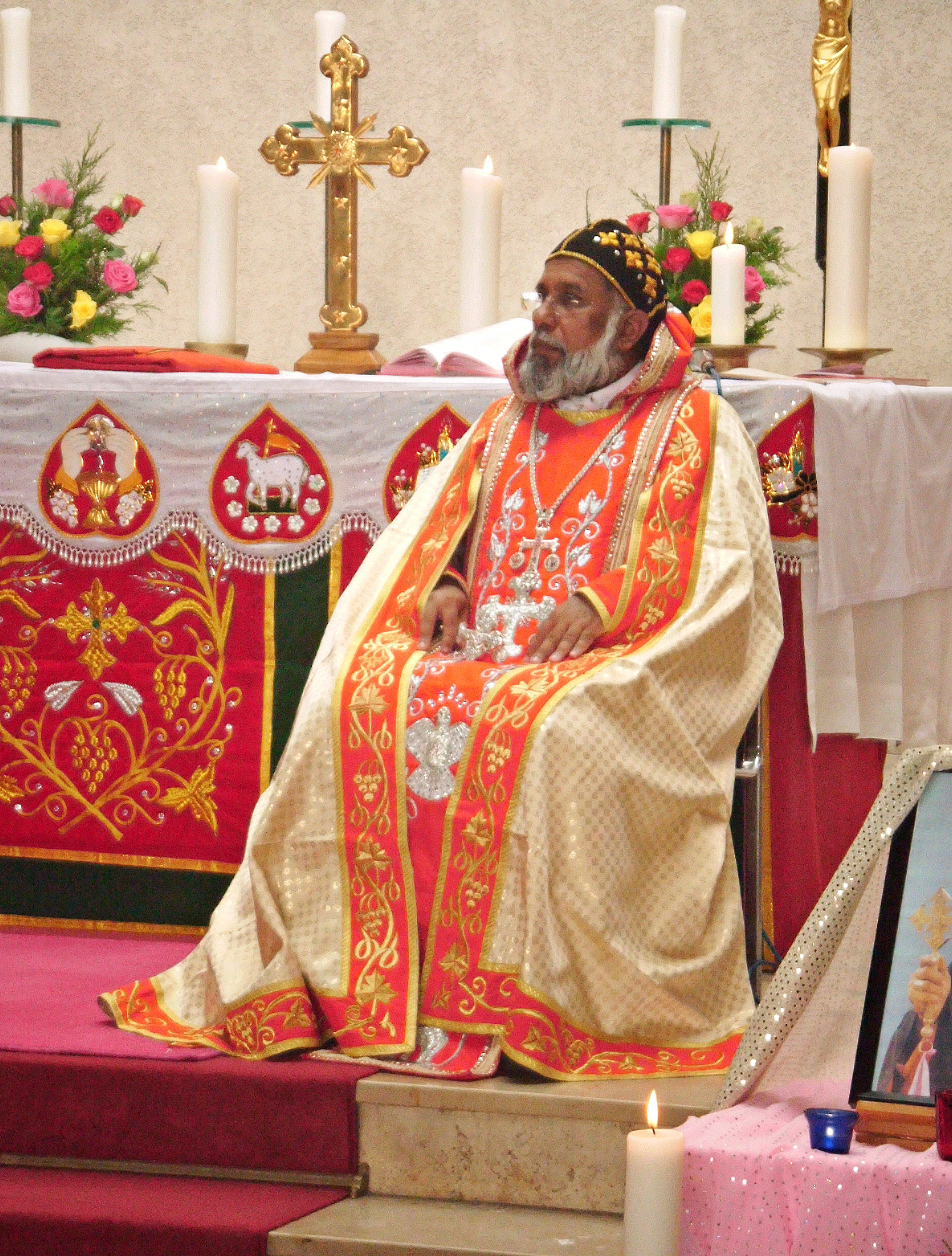
In liturgischer Kleidung, Frankfurt, 2015
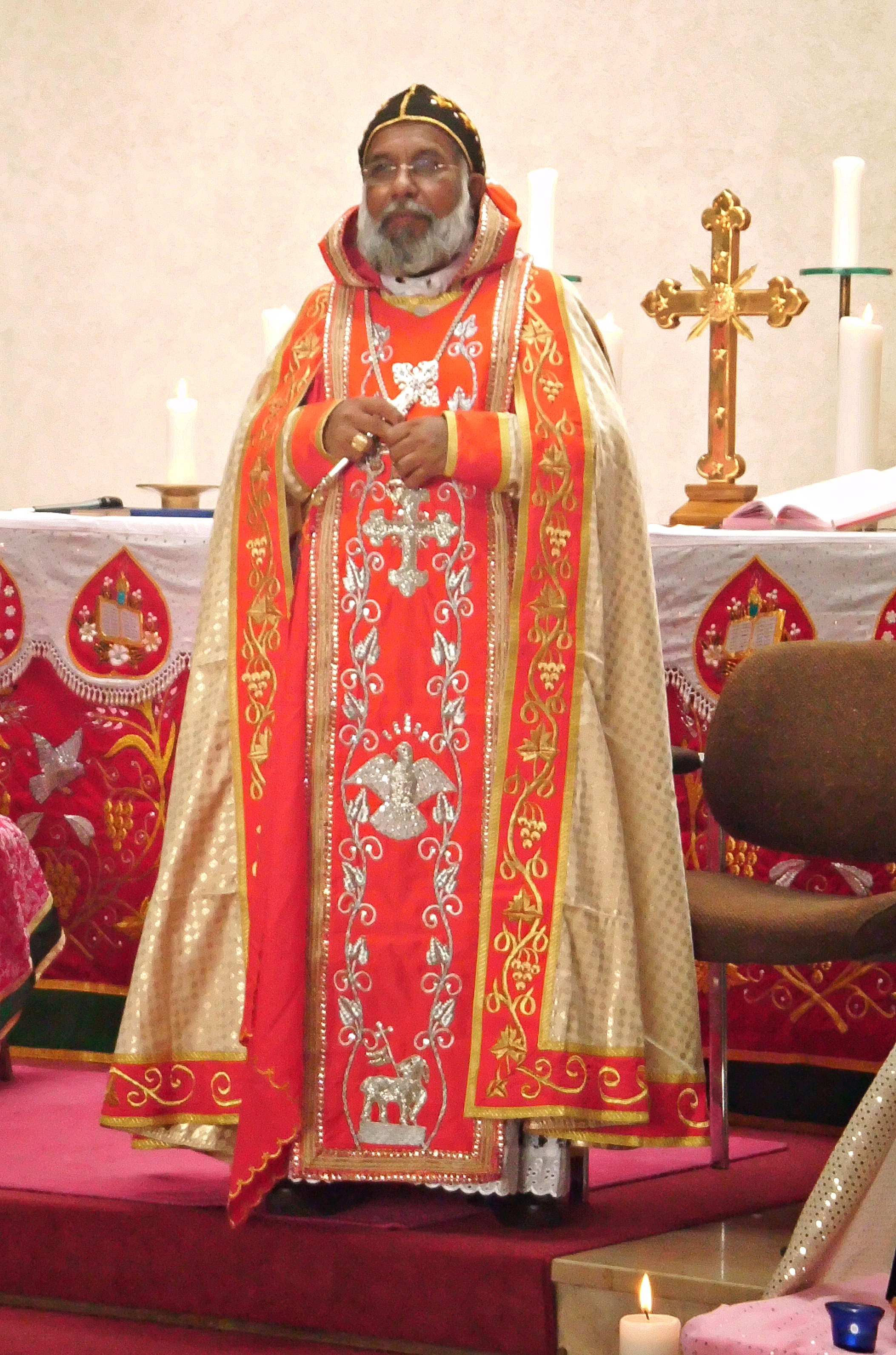
In liturgischer Kleidung, Frankfurt, 2015
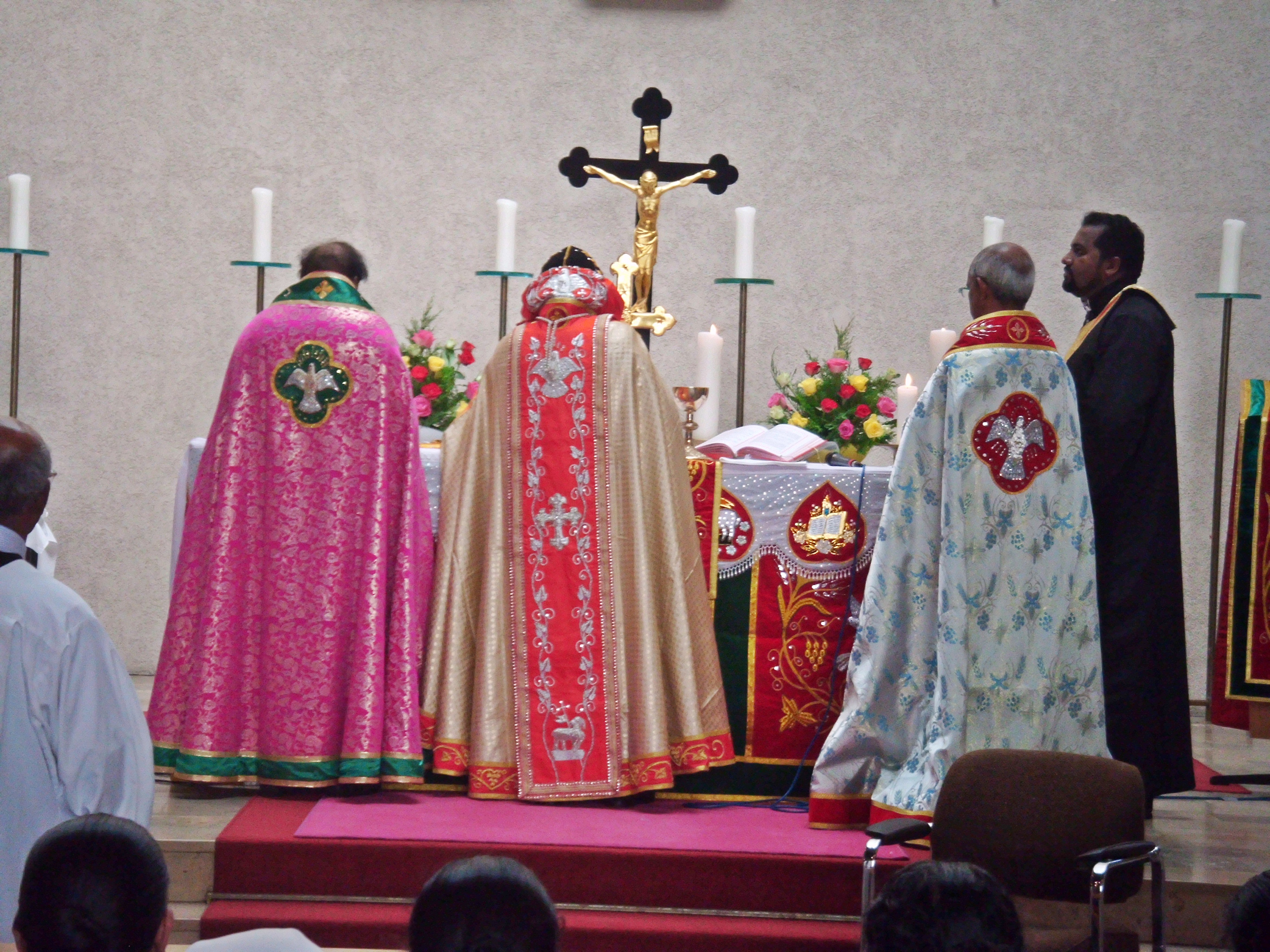
Bei einer Pontifikalmesse (mittig), Frankfurt, 2015